# Mittelamerikanisches Aguti
Das Mittelamerikanische Aguti (Dasyprocta punctata) ist eine Art der Agutis. Es kommt im größten Teil Mittelamerikas vom südlichen Mexiko bis in den Norden Südamerikas in Kolumbien, Venezuela und Ecuador vor.

## Merkmale
Das Mittelamerikanische Aguti erreicht eine Kopf-Rumpf-Länge von 48,0 bis 60,0 Zentimetern bei einem Gewicht von 3,2 bis 4,2 Kilogramm. Die Ohrlänge beträgt 36 bis 37 Millimeter, die Hinterfußlänge 120 bis 156 Millimeter und die Schwanzlänge 20 bis 55 Millimeter. Die Färbung variiert regional und ist vor allem in zwei Morphen ausgeprägt: Populationen entlang der Pazifikküste von Mexiko bis Kolumbien sind am Rücken warm-rotbraun, gelbbraun oder graugelb. Es ist einfarbig gelb-braun mit feinen schwarzen Streifen gefärbt. Populationen der Atlantikküste im Bereich von Costa Rica, Panama und Kolumbien haben dagegen einen dunkelbraunen bis schwarzen Vorderkörper mit einer leichten sandfarbenen oder olivbraunen Sprenkelung. Der Nacken und der Hinterkopf sind dabei oft sehr dunkel. Der mittlere Körper ist heller mit orangegebänderten Haaren und der Rumpf ist erneut dunkel mit langen gelben bis weißen Haarspitzen.

## Verbreitung

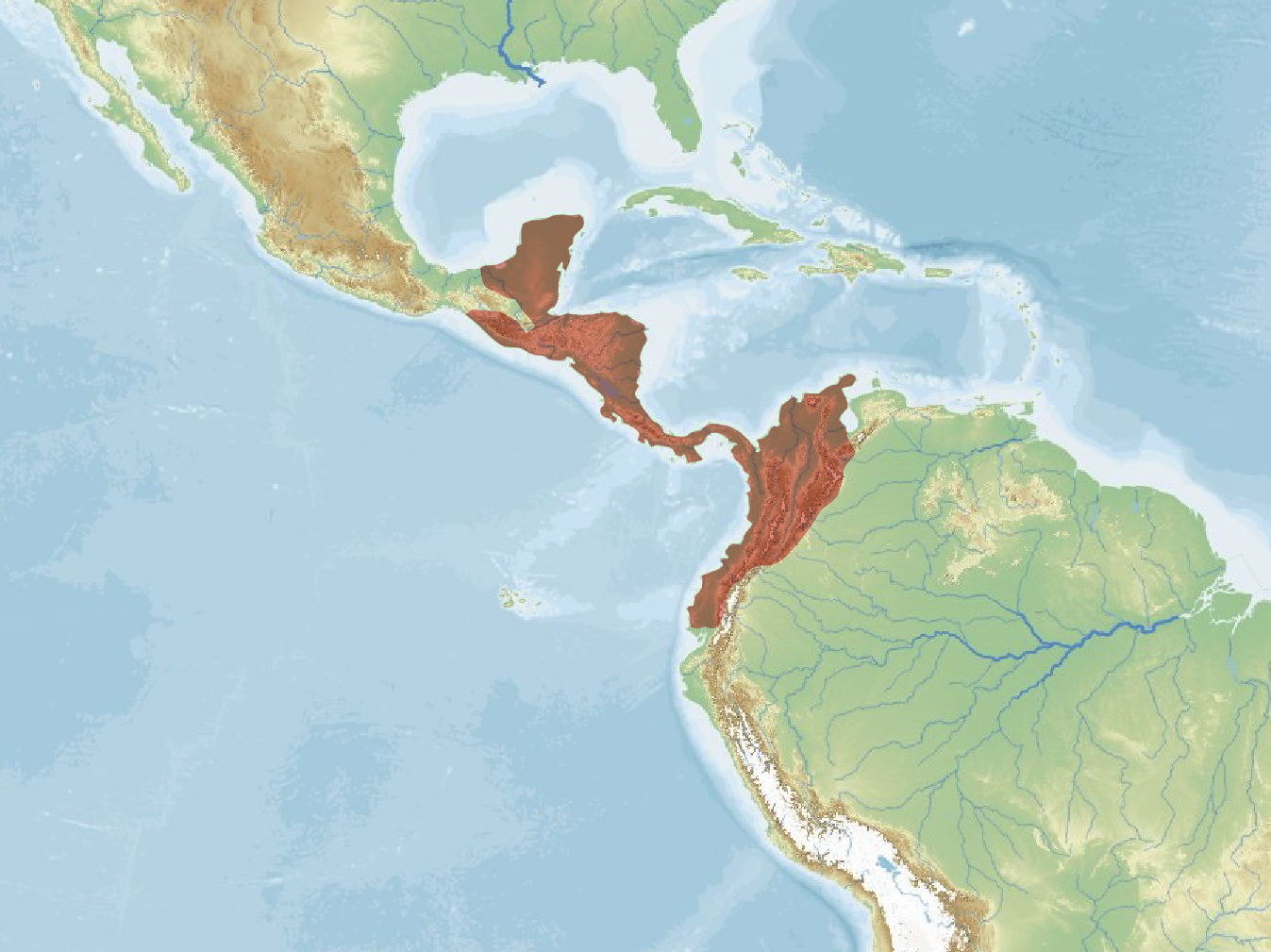
Verbreitungsgebiet des Mittelamerikanischen Agutis

Das Verbreitungsgebiet des Mittelamerikanischen Agutis reicht vom Süden Mexikos im südlichen Chiapas, dem östlichen Tabasco sowie der Halbinsel Yucatán über das gesamte Gebiet Mittelamerikas bis in den Norden und Westen Kolumbiens einschließlich der Gorgona-Insel, den Westen Venezuelas und den Nordwesten Ecuadors bis in die Provinz Guayas.
Um 1900 wurde die Art als Neozoon auf die Cayman Islands eingeführt.

## Lebensweise
Das Mittelamerikanische Aguti kommt in offenen bis bewaldeten Habitaten vor. Es lebt vor allem in Sekundärwaldgebieten wie auch im Regenwald der Höhenlagen oder in Gartenanlagen und Plantagen. Es lebt bis in Höhen von etwa 1500 Metern in Südamerika und etwa 2400 Metern in Mittelamerika. Mittelamerikanische Aguti sind eng an Wasser gebunden und lassen sich häufig im Bereich der Ufer von Flüssen oder Seen beobachten. Sie bilden Unterschlüpfe in Holzstapeln, Kalksteinhaufen oder unter Wurzelstöcken und anderen Versteckmöglichkeiten. Die Tiere sind tagaktiv und haben ihre Hauptaktivität morgens nach Sonnenaufgang und abends in der Dämmerung. Seltener wurde Aktivität nach Sonnenuntergang beobachtet. Bei Bedrohung stampfen die Tiere mit ihren Füßen auf den Boden und stoßen Serien von Alarmrufen aus, die jeweils aus mehreren Grunzlauten und einem abschließenden Bellen bestehen.
In der Regel leben die Tiere als Paare oder Familien, die gemeinsam ein Territorium bewohnen. Männchen und Weibchen bewegen sich dabei unabhängig voneinander in ihrem Revier. Die Aktivitätsbereiche sind bei den Männchen 1,6 bis 2,4 Hektar groß, bei den Weibchen 1,3 bis 2,0 Hektar.

### Ernährung

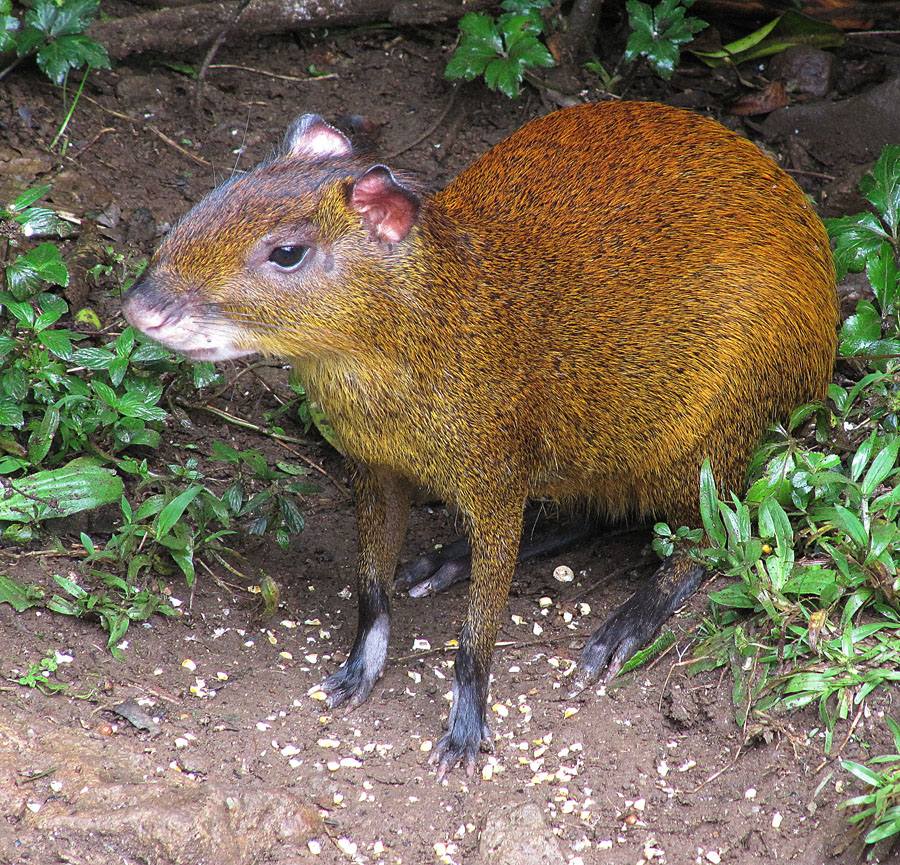
Mittelamerikanisches Aguti

Die Tiere sind wie andere Arten der Gattung herbivor und ernähren sich von verfügbaren Pflanzenteilen wie Früchten, Samen und Keimlingen. Zudem fressen sie Blüten, Pilze und auch Insekten als Ergänzung. Eine besondere Bedeutung haben die Tiere als Samenverteiler und damit als Unterstützer zur Verbreitung von Pflanzen wie Dipteryx panamensis, Persea- und Attalea-Arten. Wenn reichlich Futter vorhanden ist, vergraben sie Samen dieser Pflanzenarten als Reserve.

### Fortpflanzung und Entwicklung
Mittelamerikanische Agutis sind monogam. Sie sind das gesamte Jahr über sexuell aktiv, wobei die meisten Jungtiere zwischen Mai und Juli geboren werden, wenn reichlich Nahrung vorhanden ist. Individuelle Tiere bekommen zwei Mal im Jahr Junge. Die minimale Zeit zwischen zwei Würfen beträgt etwa 127 Tage, die Tragzeit beträgt 104 bis 120 Tage. Im Normalfall besteht ein Wurf aus einem oder zwei Jungtieren, seltener sind es drei oder vier (nur in Gefangenschaft nachgewiesen). Die Jungtiere leben in einer eigens für sie gegrabenen Höhle, die die Mutter nicht betritt; sie bewohnt ein eigenes Versteck. Zur Säugung und Pflege ruft sie die Jungtiere hinaus und wenn sie größer werden, bringt sie sie in größere Unterschlüpfe.

## Systematik
Das Mittelamerikanische Aguti wird als eigenständige Art innerhalb der Gattung der Agutis (Dasyprocta) eingeordnet, die aus mehr als zehn anerkannten Arten besteht. Die wissenschaftliche Erstbeschreibung der Art stammt von dem britischen Zoologen John Edward Gray aus dem Jahr 1842, der sie anhand von Individuen aus „Südamerika“ beschrieb; der tatsächliche Fundort wurde 1946 durch G.G. Goodwin auf El Realejo in Nicaragua eingegrenzt.
Innerhalb der Art werden aktuell keine Unterarten unterschieden, allerdings gibt es regionale Unterschiede in der Färbung, die auf potenzielle Unterarten hindeuten. Im Handbook of the Mammals of the World wird entsprechend darauf hingewiesen, dass die potenziellen Unterarten D.p. colombiana, D.p. chocoensis und D.p. pandora ebenso wie die 1876 durch Edward R. Alston als eigenständig beschriebene Dasyprocta isthmica als Synonyme betrachtet werden. Bei Wilson & Reeder 2005 wurden dagegen 19 Unterarten unterschieden.

## Status, Bedrohung und Schutz
Das Mittelamerikanische Aguti wird von der International Union for Conservation of Nature and Natural Resources (IUCN) als nicht gefährdet („least concern“) eingeordnet. Begründet wird dies mit der weiten Verbreitung und der angenommen großen Bestände der Art. Es ist eine beliebte Jagdbeute und wird wegen seines Fleisches stark bejagt. Die Populationen sind in vielen Gebieten mit geeignetem Lebensraum entsprechend stark reduziert. Im nördlichen Teil ihres Verbreitungsgebiets ist diese Art auch durch den Verlust ihres Lebensraums durch die Umwandlung von Wäldern in Weideland bedroht.

## Belege
1. 1 2 3 4 5 6 7 8 9 10  
Central American Agouti. In: J. A. Gilbert, T.E. Lacher jr: Family Dasyproctidae (Agoutis and Acouchys) In: Don E. Wilson, T.E. Lacher, Jr., Russell A. Mittermeier (Hrsg.): Handbook of the Mammals of the World: Lagomorphs and Rodents 1. (HMW, Band 6) Lynx Edicions, Barcelona 2016, S. 457, ISBN 978-84-941892-3-4.
2. 1 2 3 4  
Dasyprocta punctata in der Roten Liste gefährdeter Arten der IUCN 2019. Eingestellt von: L. Emmons, 2016. Abgerufen am 21. Dezember 2022.
3. 1 2 3  
Dasyprocta puctata. In: Don E. Wilson, DeeAnn M. Reeder (Hrsg.): Mammal Species of the World. A taxonomic and geographic Reference. 2 Bände. 3. Auflage. Johns Hopkins University Press, Baltimore MD 2005, ISBN 0-8018-8221-4.